# Estação de Bento Gonçalves
A Estação de Bento Gonçalves é uma estação de trens turísticos localizada no município gaúcho de Bento Gonçalves.
A estação foi inaugurada pela E. F. de Carlos Barboza a Bento Gonçalves em 1919, como ponto final do ramal de Bento Gonçalves. Logo em 1920, a Viação Férrea do Rio Grande do Sul passou a administrar a linha. O ramal foi desativado para trens de passageiros regulares em 1976.
Pouco tempo depois, por volta de 1978, uma trem turístico foi inaugurado pela RFFSA, conhecido como "Trem do Vinho" ou ainda "Trem da Uva", em referência ao Vale dos Vinhedos, onde se encontra. Seu persurso iniciava em Carlos Barbosa, passava por Garibaldi, Bento Gonçalves e terminava em Jaboticaba.

## Maria Fumaça
Em 1993 foi retomada a operação da linha no trecho Bento Gonçalves - Garibaldi - Carlos Barbosa pela empresa Giordani Turismo, com o objetivo de operar o passeio turístico de trem a vapor, mais conhecido como "Maria Fumaça". Atualmente o trecho entre Bento Gonçalves e Jaboticaba está abandonado.
O passeio de Maria Fumaça é uma grande atração na Serra Gaúcha. Os turistas são recepcionados com vinho na estação de Bento Gonçalves. São 23 quilômetros de percurso e uma hora e meia de duração. Durante o passeio, há apresentações de um coral típico italiano, com show de tarantela, teatro, repentista e também pelos gaúchos.
Em Garibaldi há uma recepção com música gaúcha e italiana, além de degustação de espumante e suco de uva. No destino final, Carlos Barbosa, também acontecem apresentações de música italiana.